# F-F-F-Falling
F-F-F-Falling è un singolo del gruppo musicale finlandese The Rasmus, pubblicato il 2 aprile 2001 come primo estratto dal quarto album in studio Into.

## Tracce
CD singolo (Finlandia)
1. F-F-F-Falling (Single Edit) – 3:44
2. The Rasmus at Work (MPEG1 Video) – 2:34

CD singolo (Germania)
1. F-F-F-Falling – 3:53
2. Smash – 3:43
3. Can't Stop Me (Non Album Track) – 2:51

Download digitale
1. F-F-F-Falling – 3:53

## Formazione
- Lauri Ylönen – voce
- Pauli Rantasalmi – chitarra
- Eero Heinonen – basso
- Aki Hakala – batteria

## Classifiche
| Classifica (2001) | Posizione massima |
| ----------------- | ----------------- |
| Finlandia         | 1                 |